# 軍艦武蔵会
軍艦武蔵会（ぐんかんむさしかい）は、大日本帝国海軍の軍艦武蔵元乗組員によって設立された、元乗組員と戦没者遺族、有志会員を中心とした戦友会、慰霊団体である。なお、旧字体の「軍艦武藏会」が正式名称である。

## 概要
1963年10月24日、軍艦武蔵の航海科員が中心となって加藤憲吉元海軍大佐(武蔵副長)を会長に、古村啓蔵元海軍少将(二代目艦長)と朝倉豊次元海軍少将(三代目艦長)を顧問に推戴して設立された。
爾来、軍艦武蔵の沈没日である10月24日に慰霊祭を行っている他、1971年以降には武蔵沈没地でもあり、救助された乗組員が陸戦隊として多数戦死したフィリピン方面での慰霊活動も行っている。
現在は元乗組員、戦没者遺族以外にも有志会員が参加して慰霊顕彰活動を行っている。

## 活動目的
- 「武蔵」戦没者の慰霊顕彰活動。
- 「武蔵」生存者、遺族の親睦。
- 「武蔵」戦没者の調査。
- 「武蔵」関連の研究、資料収集。

## 年譜
1963年
10月24日 - 発足。
1964年
11月24日 - 第一回慰霊祭を挙行。
1965年
4月 - シブヤン海を通過する南極観測船ふじに花輪を送り、洋上慰霊を依頼。
1966年
7月 - 海上自衛隊の練習艦隊がシブヤン海とバシー海峡と通過する際、洋上慰霊を依頼。
1969年
11月24日 - 「軍艦武蔵慰霊顕彰碑」と「主砲徹甲弾」を靖国神社へ奉納。
1973年
11月 - 加藤会長以下26名がフィリピン戦跡訪問団に参加し、現地慰霊を行う。
1979年
10月24日～11月30日 - フィリピン方面慰霊祭を挙行。
1982年
2月13日 - 長崎三菱造船所にて慰霊祭を行う。
2015年
3月2日 - マイクロソフト創業者、ポール・アレン率いるチームによって、軍艦武藏が発見される。
2016年
10月24日 - NHKの取材により来日した、元米軍パイロットのRobert Frelighを招待して慰霊祭を行う。

## 著名な会員
- 猪口力平 - 元海軍大佐、猪口敏平武蔵艦長の実弟。
- 千早正隆 - 元海軍中佐、武蔵艤装員。
- 土田國保 - 元海軍主計大尉、武蔵乗組。